# 王祖温
王祖温（1955年—），山东威海人，汉族，中华人民共和国政治人物、全国人民代表大会辽宁地区代表。
毕业于日本国上智大学机械工学科专业，加入中国共产党，担任大连海事大学校长。2008年起担任全国人大代表。2013年，被选为全国人大代表。